# Dziura nad Głazem
Dziura nad Głazem – jaskinia w Dolinie Kościeliskiej w Tatrach Zachodnich. Wejście do niej znajduje się w Żarze, w pobliżu Jaskini pod Niżnią Zbójnicką Turnią będącą częścią systemu Jaskini Ziobrowej, na wysokości 1111 metrów n.p.m. Jaskinia jest pozioma, a jej długość wynosi 7 metrów.

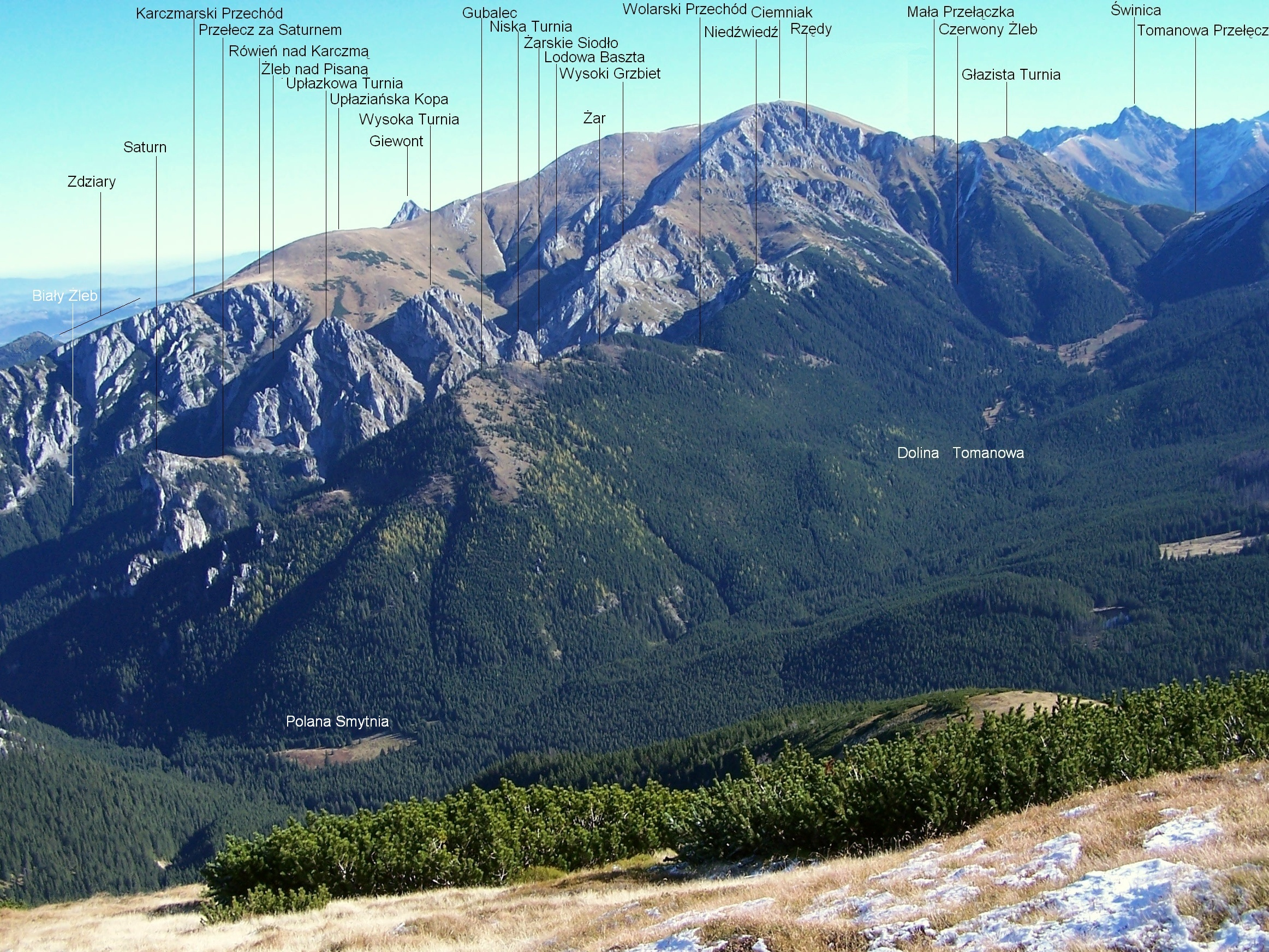
Widok z Ornaku

## Opis jaskini
Jaskinię tworzy niewielka sala znajdująca się za dużym, szczelinowym otworem wejściowym. Odchodzą od niej dwa krótkie i ciasne korytarzyki.

## Przyroda
W jaskini nie ma nacieków. Ściany są suche, rosną na nich rośliny kwiatowe i porosty.

## Historia odkryć
Jaskinia była znana od dawna. Jej pierwszy plan i opis sporządziła I. Luty przy pomocy D. Rackiego w 1993 roku.